# Megaloctena sordida
Megaloctena sordida là một loài bướm đêm trong họ Noctuidae.